# Dionne Quan
Dionne Quan, född 20 oktober 1978 i Lexington, Massachusetts, är en amerikansk röstskådespelerska som är mest känd för att ha gjort rösten till Kimi Watanabe i Rugrats och Trixie Tang i Fairly Odd Parents.